# John Anderson (Biologe)

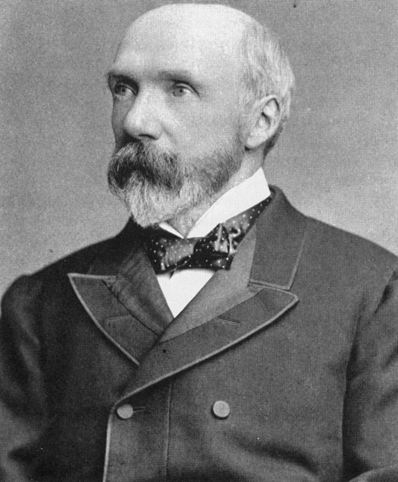
John Anderson

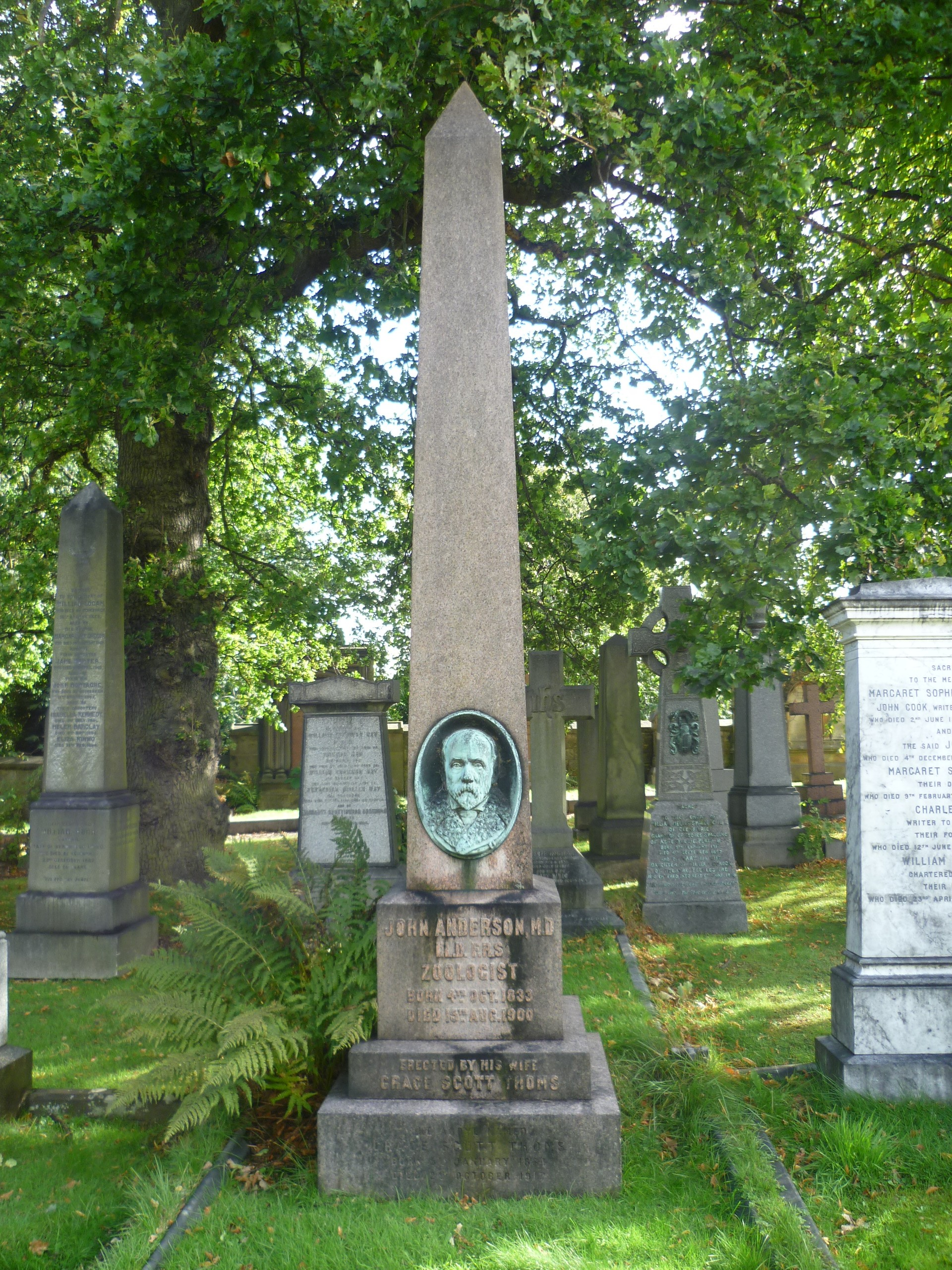
Andersons Grab in Edinburgh

John Anderson (geboren am 4. Oktober 1833 in Edinburgh; gestorben am 15. August 1900 in Buxton, Derbyshire, England) war ein schottischer Zoologe.

## Leben und Wirken
John Anderson wurde in Edinburgh geboren, sein Vater Thomas Anderson war Sekretär der Nationalbank von Schottland. Er arbeitete in der Nationalbank von Schottland und studierte ab 1861 Medizin in Edinburgh; im gleichen Jahr ging er nach Indien. 1862 erhielt er von Edinburgh den M.D. Er wurde Professor für Naturgeschichte am Free Church College in Edinburgh. 1864 wurde er Kurator des Indischen Museums (Imperial Museum of India) in Kalkutta. Diese Position behielt er bis 1887; sein Nachfolger war James Wood-Mason. Um 1877 wurde er Professor für Vergleichende Anatomie am Medical College in Kalkutta.
Anderson sammelte sehr intensiv zoologische Präparate in Ägypten, auf denen sein Werk Zoology of Egypt aufbaute. Während seiner Zeit in Indien führte er zudem zahlreiche Sammlungsreisen nach China und Burma durch. Er wurde Erstbeschreiber einer ganzen Reihe von Tierarten und nach ihm wurden einige Tierarten benannt, darunter etwa der parasitische Krebs Sacculina andersoni durch Alfred Mathieu Giard im Jahr 1887. 1886 legte Anderson seine Ämter nieder. Er starb 1900 in Buxton in England.

## Ehrungen und Ämter
Anderson war Mitglied der Royal Society of Edinburgh (seit 1874) und der Linnean Society. In die Royal Society wurde er 1879 als Mitglied („Fellow“) aufgenommen. Er war auch Mitglied der Asiatic Society of Bengal und Senatsmitglied der Universität Kalkutta.

## Werke
- Mandalay to Momien: A narrative of the two expeditions to western China of 1868 and 1875, under Colonel Edward B. Sladen and Colonel Horace Browne. London 1876 Digitalisat
- Anatomical and zoological researches : comprising an account of the zoological results of the two expeditions to western Yunnan in 1868 and 1875; and a monograph of the two cetacean genera, Platanista and Orcella. London 1878 doi:10.5962/bhl.title.55401 doi:10.5962/bhl.title.50434
- Catalogue of Mammalia in the Indian Museum, Calcutta. Kalkutta 1881–1891 doi:10.5962/bhl.title.9179 doi:10.5962/bhl.title.54055
- A contribution to the herpetology of Arabia: With a preliminary list of the reptiles and batrachians of Egypt. London 1896  doi:10.5962/bhl.title.5473 doi:10.5962/bhl.title.54454
- Zoology of Egypt. London 1898–1907 doi:10.5962/bhl.title.45263